# Pelagiidae
Pelagiidae — семейство сцифоидных из отряда дискомедуз (Semaeostomeae). У представителей семейства Pelagiidae кольцевой канал отсутствует, а краевые щупальца отходят от края зонтика. В ископаемом виде неизвестны.

## Систематика
В настоящее время признано четыре рода:
- Chrysaora — (16 видов)
- Mawia — Mawia benovici
- Pelagia — (5 видов)
- Sanderia — (2 вида)